# Abraham z Harranu
Abraham z Harranu (ur. ok. 350 w Syrii, zm. ok. 420 w Konstantynopolu) – święty katolicki, syryjski eremita, biskup.
Bardzo wcześnie zaczął wieść pustelnicze życie na pustyni Chalkis. Przeżywszy cudowne uzdrowienie podjął się dzielenia wiarą jednej z dolin Gór Libańskich, w okolicach Emesy. Powrócił do życia w eremie i wtedy wbrew swej woli został wybrany na biskupa Harranu. Odznaczył się walką z nieortodoksyjnością i łamaniem prawa kościelnego. Tryb życia prowadzony przez biskupa wywoływał uznanie wiernych, a wieść o tym dotarła na dwór cesarski wywołując tam podziw. Zmarł w Konstantynopolu około 420 roku, do którego udał się na wezwanie Teodozjusza II. 
Jego wspomnienie obchodzone jest 14 lutego.